# Consoante apical
Consoante apical é um fone produzido pela obstrução da passagem de ar com a ponta (apex) da língua. Ela contrasta com as laminais, que são produzidas pela criação de uma obstrução com a lâmina da língua, logo atrás da ponta.